# Északi-csendes-óceáni Főiskola
Az Északi-csendes-óceáni Főiskola egészségtudományi magánintézmény volt az Amerikai Egyesült Államok Oregon államának Portland városában.
A fogorvosi képzést az állam megvásárolta, ma az Oregoni Egészségtudományi Egyetem Fogorvosi Intézete részeként működik. Az optikusi intézet ma a Csendes-óceáni Egyetem része.

## Története
Az iskola története az 1890-es évekig nyúlik vissza, amikor a Washington állambeli Tacoma orvosai azon igyekeztek, hogy a Washingtoni Egyetem előtt létrehozhassák saját fogorvosi iskolájukat. Ezalatt Portlandben az Oregoni Egyetem felkérte Dr. Herbert C. Millert a helyi Gyógyszerészeti Intézet fogorvosi iskolával való bővítésére. Míg Millerék úgy döntöttek, hogy ez korai lenne, Tacomában 1893-ban létrejött a Szájsebészeti Főiskola. A tacomai intézmény Portlandbe költözött, Miller és fogorvosok egy csoportja pedig 1898-ban megalapították az Oregoni Fogorvosi Főiskolát.
Rövid versengést követően a két intézmény 1900-as összeolvadásával létrejött az Északi-Csendes-óceáni Fogorvosi Főiskola. A kezdetben a 15. sugárúton fekvő intézmény első, öt tagú évfolyama 1900-ban végzett. 1908-ban gyógyszerészeti intézettel bővült és felvette mai nevét, 1910-ben pedig új helyre költözött. A fogorvosi iskola diákszövetségét 1913-ban alapították, 1921-ben pedig épületét kibővítették és létrehozták az optikusi intézetet. 1940-ben Dr. Newton Uyesugi és Dr. Roy Clunas öregdiákok megvásárolták az intézetet Dr. Harry Lee Fordingtól. A második világháborúban az intézetet bezárták, mivel Uyesugit japán származása miatt kitelepítették. A fogorvosi iskolában a haditengerészet képzőbázisát rendezték be, a gyógyszerészeti intézetet pedig bezárták. Az optikusi intézet igazgatója 1942-ben belépett a haditengerészetbe.
Dr. Miller többször is megkereste az államot az Oregoni Egyetembe olvadással kapcsolatban. Az Amerikai Fogorvosi Szövetség színvonalemelés miatt az intézmény akkreditációját megvonta; indokaik egyike az egyetemi státusz hiánya volt.
1945-ben az állam hozzájárult az Oregoni Egyetembe olvadáshoz. Később az intézményt ingyen átadták az államnak azzal a feltétellel, hogy a fogorvosi iskola legalább öt évig Északnyugat-Portlandben fog működni. 1945. július 1-jén a fogorvosi intézet az Oregoni Egyetembe, az optikai pedig a Csendes-óceáni Egyetembe olvadt.

## Emlékezete
A fogorvosi iskola több mint háromezer oklevelet adott ki.
Miután a fogorvosi intézet és az Oregoni Egyetem összeolvadt, vita alakult ki a két intézmény kapcsolatáról. Az Oregoni Fogászati Egyetem az 1945. évi oregoni törvények 160. fejezetének értelmezésének céljából pert indított a felsőoktatási bizottság ellen. A törvény értelmében a beolvadást követően a fogorvosi szövetség tagjaiból álló felügyeleti szerv jött létre. A per tárgya az volt, hogy a fogorvosi intézet az egykori egyetemhálózat vagy az önálló Oregoni Egyetem fennhatósága alá tartozik-e. 1954-ben az Oregoni Legfelsőbb Bíróság úgy döntött, hogy a főiskola az egyetemhálózat része volt.

## Nevezetes személyek
- Edgar Buchanan, fogorvos[11]
- Newton K. Wesley, optikus[6]
- Oscar Willing, fogorvos[12]

## Fordítás
- Ez a szócikk részben vagy egészben  a   North Pacific College című angol Wikipédia-szócikk ezen változatának fordításán alapul.  Az eredeti cikk szerkesztőit annak laptörténete sorolja fel. Ez a jelzés csupán a megfogalmazás eredetét és a szerzői jogokat jelzi, nem szolgál a cikkben szereplő információk forrásmegjelöléseként.